# Ďurďové
Ďurďové (in ungherese Gergőfalva) è un comune della Slovacchia facente parte del distretto di Považská Bystrica, nella regione di Trenčín.